# 主场
主場指團隊運動賽事或聯盟隊伍的基地，通常為一座球場、體育場等體育場地 ，與象徵賽事內其他隊伍根據地的「客場」相對；場地則可能使用自有財產、或者向外租賃。此制度常見於足球、籃球、棒球等職業運動興盛的的運動項目。

## 概述
一支運動隊伍的主場通常固定位於他們的根據地，例如英國職業足球隊阿仙奴的主場酋長球場便是位於他們的基地倫敦；但也有部分球隊沒有固定的主場，例如昔日的台灣職業棒球隊兄弟象以大臺北地區為經營基地，但賽季進行上採取巡迴主場制度，訓練則在桃園龍潭的龍潭棒球場進行；轉手更名為中信兄弟之後，主場移到臺中洲際棒球場，以臺中市為中心開始經營屬地主義，訓練則在屏東縣鹽埔鄉的中國信託公益園區進行。

## 其他意思
除此之外，「主場」還可以指以下事物：
- 在具有多个场景的戏剧、动画等作品的布景中，主场是主场景的简称。
- 在使用多个场馆的活动中，具有最多容量的场馆被称为主场馆，与分场对应。